# Alles für die Galerie

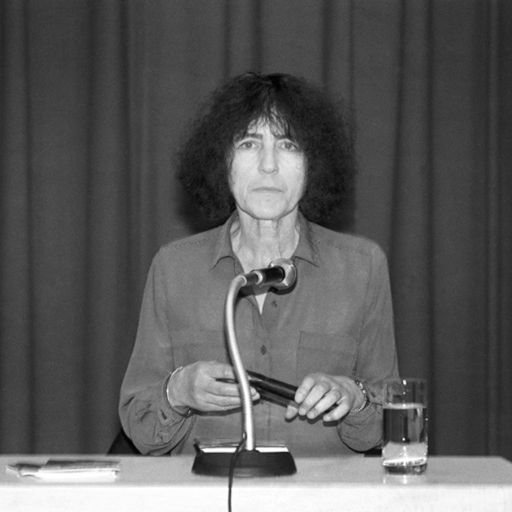
Gabriele Wohmann (1992)

Alles für die Galerie ist eine kleine Erzählung von Gabriele Wohmann aus dem Jahr 1965, die 1970 in der Kurzgeschichtensammlung Sonntag bei den Kreisands in der Eremitenpresse erschien.

## Inhalt
Die Ich-Erzählerin ist mit dem fast 40-jährigen Galeriebesitzer Leonhard – Leo genannt – so gut wie verlobt. Gewöhnlich läuft Leo die neueingestellte Mitarbeiterin nach nicht allzu langer Zeit davon, weil er sie unterbezahlt. Als Leo wieder einmal ohne Arbeitnehmerin dasteht, will die Ich-Erzählerin das mit einem Spaß ändern. Sie bringt den Galeristen mit ihrer 32-jährigen heiratswilligen Cousine und besten Freundin, dem Nervenbündel Helene, zusammen. Die Cousine sucht nämlich einen neuen Job. Helena arbeitet in der Galerie, weiß nichts von dem Fast-Verlöbnis und wird von Leo – nach dem Spaß-Plan der Ich-Erzählerin – „geliebt“ und natürlich, wie jede andere Mitarbeiterin zuvor, ausgenutzt.
Helene ist von Leo als Liebhaber begeistert. Das wird der Ich-Erzählerin – sie ist immerhin Leos Braut – dann doch zu viel. Sie schenkt Helene reinen Wein ein. Nichts da. Helene liebt Leo. Die Ich-Erzählerin hat die Lösung: „...bring dich doch um...“
Gesagt, tun. Helene überlebt den Selbstmordversuch. Die Rekonvaleszente wird von Leo geheiratet. Die Ich-Erzählerin macht gute Miene zum bösen Spiel.

### Erstausgabe
- Alles für die Galerie in Gabriele Wohmann: Sonntag bei den Kreisands. Erzählungen. Eremitenpresse, Stierstadt und Düsseldorf 1970 (enthält noch: Schlachten. November paßt. Das einfache Leben. Flamenco. Warum denn? Ablenkung)

### Verwendete Ausgabe
- Alles für die Galerie. S. 97–112 in Gabriele Wohmann: Alles für die Galerie. Erzählungen. Mit einer Nachbemerkung von Günther Cwojdrak. 163 Seiten. Aufbau-Verlag, Berlin 1972, ohne ISBN (enthält noch: Eine Okkasion. Die Klavierstunde. Die Schwestern. Zu Besuch. Trinken ist das Herrlichste. Denk immer an heut nachmittag. Alberts Programm. Antrittsrede. Hamster, Hamster! Habgier. Verjährt. Ablenkung. Sonntag bei den Kreisands. Wenn der Wolf geht. November paßt. Die Bütows)

### Sekundärliteratur
- Günter Häntzschel, Jürgen Michael Benz, Rüdiger Bolz, Dagmar Ulbricht: Gabriele Wohmann. (= Autorenbücher. Band 30). Verlag C. H. Beck, Verlag edition text + kritik, München 1982, ISBN 3-406-08691-8.